# 錢遠鏡 (1919年)
錢遠鏡（1919年5月27日—1941年8月13日），字石民，號照華。中國共產黨黨員，曾任中共鄂南地委統戰部部長。錢亦石之子。

## 生平
1937年人延安抗日軍政大學三期就讀，同年加入中國共產黨。畢業後回鄂南地區組建抗日勢力，先後任中共鄂南特委宣傳部長、組織部長、軍事部長、統戰部長、青年部長，並兼任鄂南抗日游擊隊第二中隊指導員。1941年8月13日被日軍俘虜後殺害，2011年3月31日安葬在武漢市九峰山革命公墓。

## 家庭
父錢亦石、母王德訓、姐錢韻玲、兄錢遠鐸